# Mein Leben für das Deine
Mein Leben für das Deine ist ein deutsches Stummfilmmelodram aus dem Jahre 1927 des Franzosen Luitz-Morat mit der italienischen Tragödin Francesca Bertini in der Titelrolle. Die männlichen Hauptrollen spielen der Brite Warwick Ward und der Österreicher Fritz Kortner. Die Geschichte basiert auf dem Schauspiel Odette von Victorien Sardou.

## Handlung
Während eines Abends auf einem Ball überrascht der sehr auf Konventionen und klassische Ehrbegriffe Wert legende Graf Georg de Clermont-Latour einen jungen Burschen in Gemach und Bett seiner Gattin Odette. Trotz all ihrer Beteuerungen, dass sie den aufdringlichen Jüngling zurückgewiesen und sich weder unziemlich noch ehebrecherisch verhalten habe, glaubt der Gatte Odette kein Wort und weist sie aus seinem Haus. Beider Tochter Jacqueline soll nichts von Clermont-Latours drakonischer Bestrafung der Mutter erfahren, und so weitet er seine seelische Grausamkeit auch noch aus, in dem er am gräflichen Schloss nahe einem Steilhang eine Plakette befestigen soll, dass an dieser Stelle einst Gräfin Odette in den Tod gestürzt sein soll. Der Graf glaubt sich sicher, dass die Tochter auf diese Weise die Mutter rasch vergessen werde.
Odettes gesellschaftlicher Niedergang ist seit ihrem Weggang unaufhaltsam. Sie hat sich an die Seite eines Abenteurers und Spielers begeben. Eines Tages trifft sie in ihrer alten Heimatstadt ein, wo noch immer ihr Ex-Gatte und ihre Tochter leben. Graf de Clermont-Latour hat nichts von seiner Härte verloren, er verlangt sogar von Odette, dass sie das Land verlassen solle, da sie mit ihrer Anwesenheit das Glück der inzwischen im heiratsfähigen Alter befindlichen Jacqueline gefährden würde. Odette willigt schweren Herzens ein, verlangt aber, wenigstens noch einmal ihr Kind sehen und sich von ihm verabschieden zu dürfen. Noch einmal sehen sich Mutter und Tochter wieder, doch ist Odette untersagt worden, die Wahrheit über ihre Identität zu sagen. Und so glaubt Jacqueline, in der vor ihr stehenden Frau eine Freundin ihrer angeblich toten Mutter zu sehen. Schmerzensreich verabschiedet sich Odette von ihrem Kind und geht zu dem ihren Namen tragenden Grabstein, um aus der Lüge Wahrheit zu machen und hier durch einen beherzten Sprung in die Tiefe zu sterben.

## Produktionsnotizen
Mein Leben für das Deine entstand von August bis Oktober 1927 in den UFA-Studios, passierte am 1. November desselben Jahres die Filmzensur und wurde am 23. März 1928 erstmals in Deutschland gezeigt. In Österreich lief der Streifen bereits am 10. Februar 1928 an. Die Länge des mit Jugendverbot belegten Siebenakters betrug 2292 Meter.
O. F. Werndorff und Emil Hasler gestalteten die Filmbauten.
Dies war der einzige deutsche Film der italienischen Stummfilmdiva Francesca Bertini.

## Kritik
In Kino-Journal heißt es: „Wenn das Thema dieses Dramas auch etwas ältere französische Schule ist, so macht das gute Spiel und die wunderbaren Bilder von der Küste und dem weiten Ozean es dennoch zu einer sehr sehenswerten Sache.“